# Preben Vang
Preben Viggo Vang Jensen (* 6. Oktober 1942 in Aarhus; † 28. Mai 1986) war ein dänischer Schlagwerker und Jazzmusiker.

## Leben und Wirken
Vang war nach seiner Ausbildung an Det Jyske Musikkonservatorium in Aarhus von 1963 bis 1967 als Militärmusiker angestellt bei dem Fynske Livregiments Musikkorps, das in Odense stationiert war. 1967 bis 1979 war er als Schlagwerker beim Odense City Orchestra beschäftigt. Während seiner Zeit im Sinfonieorchester initiierte Vang im Rahmen von Pro Musica eine Reihe experimenteller Konzerte; diese umfasste sowohl avantgardistische Musikkonzerte als auch Konzerte mit Jazzmusik. 1972 und 1979 war er für Privatunterricht in New York City.
Weiterhin arbeitete Vang eng mit den Komponisten Tom Prehn und Jens Wilhelm Pedersen („Fuzzy“) zusammen und nahm an der Uraufführung vieler ihrer Werke teil; so war er 1967 an der Platte des Tom Prehn Kwartet beteiligt (die 2001 wieder aufgelegt wurde). Weiterhin begleitete er als Schlagzeuger Yusef Lateef, Joe Newman, Kai Winding und Harry Sweets Edison in Odenses Jazzhäusern und Jazzclubs. Ab 1979 war er als freiberuflicher Musiker tätig, um mehr Jazz spielen zu können. Preben Vang gehörte einige Jahre zu Max Leths Quartett und arbeitete mit Kresten Osgood, Butch Lacy, Finn Ziegler, Torolf Mølgaard und den Kansas City Stompers. Er nahm auch mit Birgit Lystager und dem Helge Gramstrups Kvartet auf. Als Theatermusiker arbeitete er unter anderem für Otto Francker.